# Assemblée territoriale
Denna artikel handlar om Assemblée territoriale på Wallis- och Futunaöarna. För andra lagstiftande församlingar, som tidigare hetat Assemblée territoriale, se Assemblée territoriale (Nya Kaledonien) och Assemblée de la Polynésie française.
Assemblée territoriale de Wallis-et-Futuna (franska för "Wallis och Futunas [lagstiftande] territorialförsamling") är det lokala parlamentet i Wallis- och Futunaöarna i Stilla havet.

## Parlamentet
Assemblée territoriale är ett enkammarparlament och är den lagstiftande makten i Wallis- och Futunaöarna.
Parlamentsbyggnaden ligger i Mata-Utu på Wallisön.

## Sammansättning
20 ledamöter (représentants) valda på en femårsperiod. Alla väljs i valkretsar där mandaten fördelar sig på
- 3 ledamöter från Hihifodistriktet
- 4 ledamöter från Hahakedistriktet
- 6 ledamöter från Muadistriktet
- 3 ledamöter från Sigavedistriktet
- 4 ledamöter från Alodistriktet

Talmannen kallas "Le président de l'Assemblée territoriale".
Representanterna utser också en ledamot till den Franska senaten och en ledamot till Frankrikes nationalförsamling.

## Historia
1959 röstade befolkningen i Wallis- och Futunaöarna för ett ökat självstyre. Den 29 juli 1961 inrättades det lokala parlamentet sin nuvarande form i och med att Wallis- och Futunaöarna den 30 juli 1961 erhöll status av ett "Territorié d'outre-mer" (T.O.M.) med viss autonomi.
Den 28 mars 2003 erhöll området sedan status som franskt "Collectivité d'outre-mer" (C.O.M.) vilket dock inte ändrade parlamentets former.